# Aeroporto Internazionale di Tashkent
L'Aeroporto internazionale Islom Karimov di Tashkent (in uzbeko: Islom Karimov nomidagi «Toshkent» xalqaro aeroporti; IATA: TAS, ICAO: UTTT) è il principale aeroporto dell'Uzbekistan e il più grande aeroporto dell'Asia centrale. Si trova a 12 km dal centro di Tashkent ed è l'hub principale della Uzbekistan Airways e serve più 2 milioni di passeggeri all'anno.
L'aeroporto è costituito dai terminal nazionale e internazionale situati in edifici separati. Altri servizi includono sale d'attesa, CIP e le sale VIP, ristoranti e bar, uffici di cambio valuta, negozi duty-free, le biglietterie aeree, ecc.
Nel gennaio del 2017 è stato intitolato al primo presidente dell'Uzbekistan Islom Karimov.